# St. Lucia (Angelsdorf)

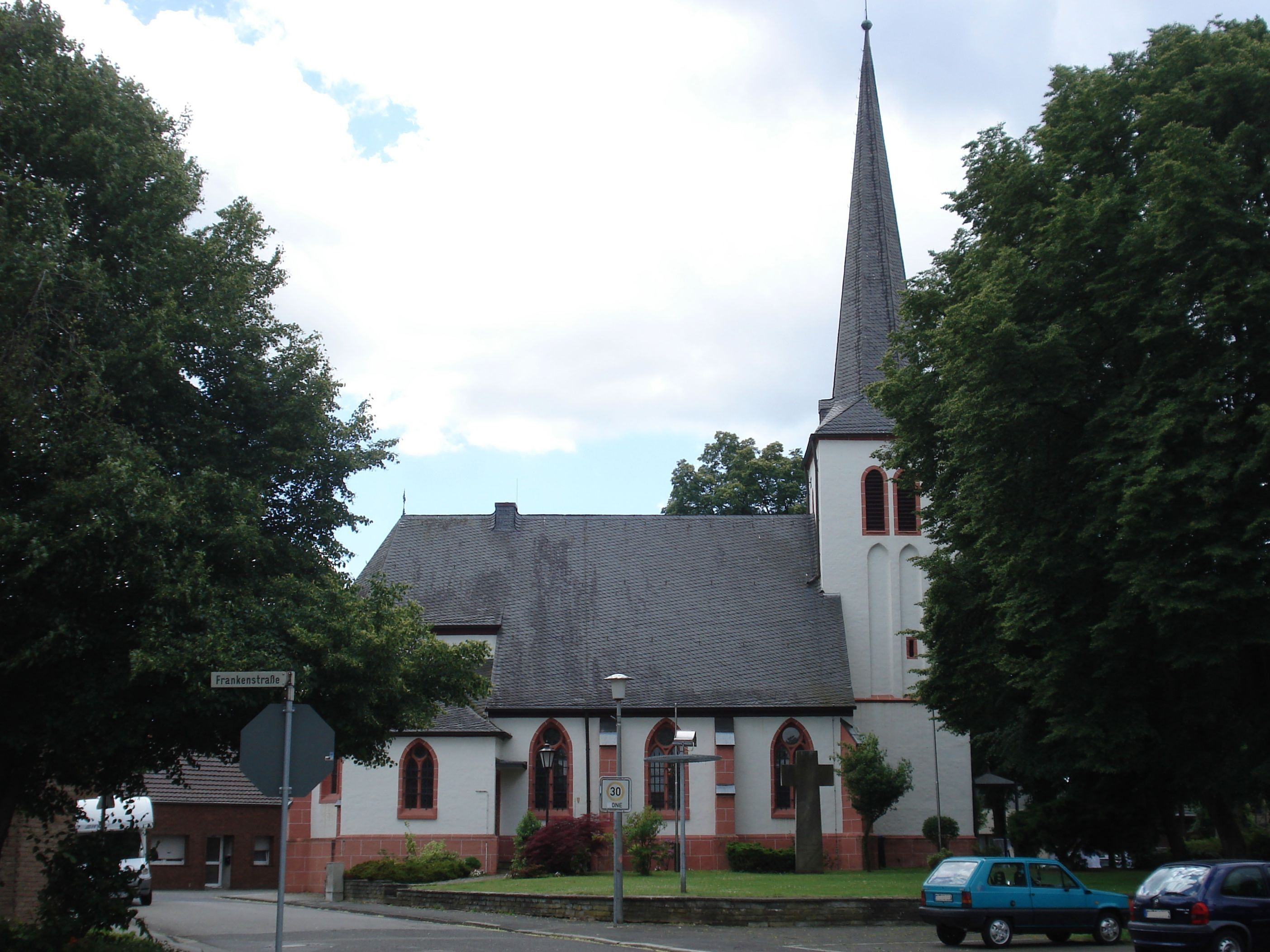
Pfarrkirche St. Lucia Angelsdorf

Die katholische Pfarrkirche St. Lucia ist ein denkmalgeschütztes Kirchengebäude in Angelsdorf, einem Ortsteil von Elsdorf im Rhein-Erft-Kreis (Nordrhein-Westfalen).

## Geschichte und Architektur
Vorgängerkirche war eine romanische Saalkirche, auf deren Grundmauern das Südschiff steht. Aus dem kirchlichen Abgabenregister liber valoris aus der Zeit um  1300 geht hervor, dass zu der Zeit bereits die Pfarre St. Lucia in Angelsdorf bestand. Der erste belegbare Pfarrer war Peter von der Mühlen. Warum die mittelalterlich Kirche abgerissen wurde und an ihrer Stelle im Jahr 1535 ein unsymmetrisches Gebäude gebaut wurde, ist nicht bekannt.
Der zweischiffige, kreuzrippengewölbte Backsteinbau wurde 1535 errichtet. Der dreigeschossige, mit achtseitiger Schieferpyramide gedeckte Westturm wurde ebenso wie der Chor aus einem Joch mit 5/8 Schluss an das breitere und höhere Südschiff angebaut. Die Fenstermaßwerke wurden 1865 erneuert. Im selben Jahr wurde die Sakristei an die Chornordseite gebaut. Der Bau ist außen verputzt und mit roten Gliederungen auf weißen Wandflächen gefasst. Im Chor sind Wand- und Gewölbemalereien aus der Bauzeit erhalten.

## Ausstattung
- Im Chorraum stehen Figuren von Heiligen und ein figürlicher Glasgemäldezyklus vom späten 19. Jahrhundert
- Eine Holzskulptur der hl. Barbara vom Anfang des 16. Jahrhunderts, die Fassung wurde erneuert
- Eine Holzskulptur des hl. Josef von der ersten Hälfte des 18. Jahrhunderts, die Fassung wurde erneuert